# Artabotrys caudatus
Artabotrys caudatus là loài thực vật có hoa thuộc họ Na. Loài này được Wall. ex Hook.f. & Thomson mô tả khoa học đầu tiên năm 1855.